# Шипохвосты
Шипохвосты (лат. Uromastyx) — род ящериц из семейства агамовых.
Крупные ящерицы, длиной до 75 см. Голова короткая и приплюснутая. Туловище низкое, широкое. Ноги массивные. Хвост короткий, уплощённый, сверху покрыт колючими шипами, которые образуют поперечные ряды.
Виды этого рода — обитатели пустынь, распространены в Северной Африке, на Ближнем и Среднем Востоке до южного Пакистана и прилегающих районов Индии.

## Классификация
На май 2021 года в род включают 15 видов:
- Uromastyx acanthinura — Африканский шипохвост
- Uromastyx aegyptia — Обыкновенный шипохвост, или дабб
- Uromastyx alfredschmidti
- Uromastyx benti
- Uromastyx dispar
- Uromastyx geyri
- Uromastyx macfadyeni — Шипохвост Макфедиена
- Uromastyx nigriventris
- Uromastyx occidentalis
- Uromastyx ocellata
- Uromastyx ornata — Украшенный шипохвост
- Uromastyx princeps
- Uromastyx shobraki
- Uromastyx thomasi
- Uromastyx yemenensis

В 2009 году 3 восточных вида выделили в род Saara:
- Saara asmussi
- Saara hardwickii — Индийский шипохвост
- Saara loricata — Панцирный шипохвост

## Галерея

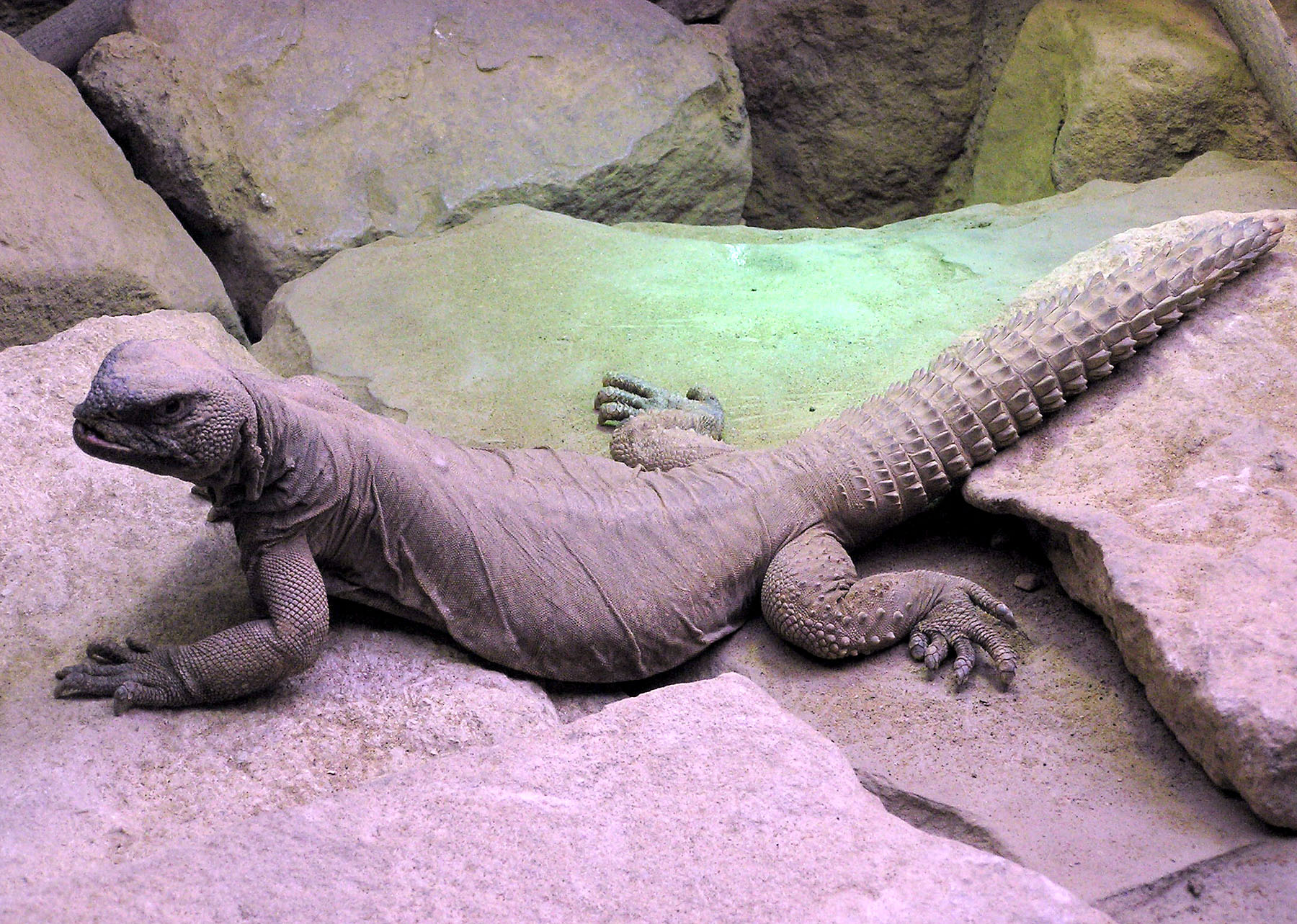
Обыкновенный шипохвост распространён от Ливии на западе до Аравийского полуострова и южного Ирана на востоке
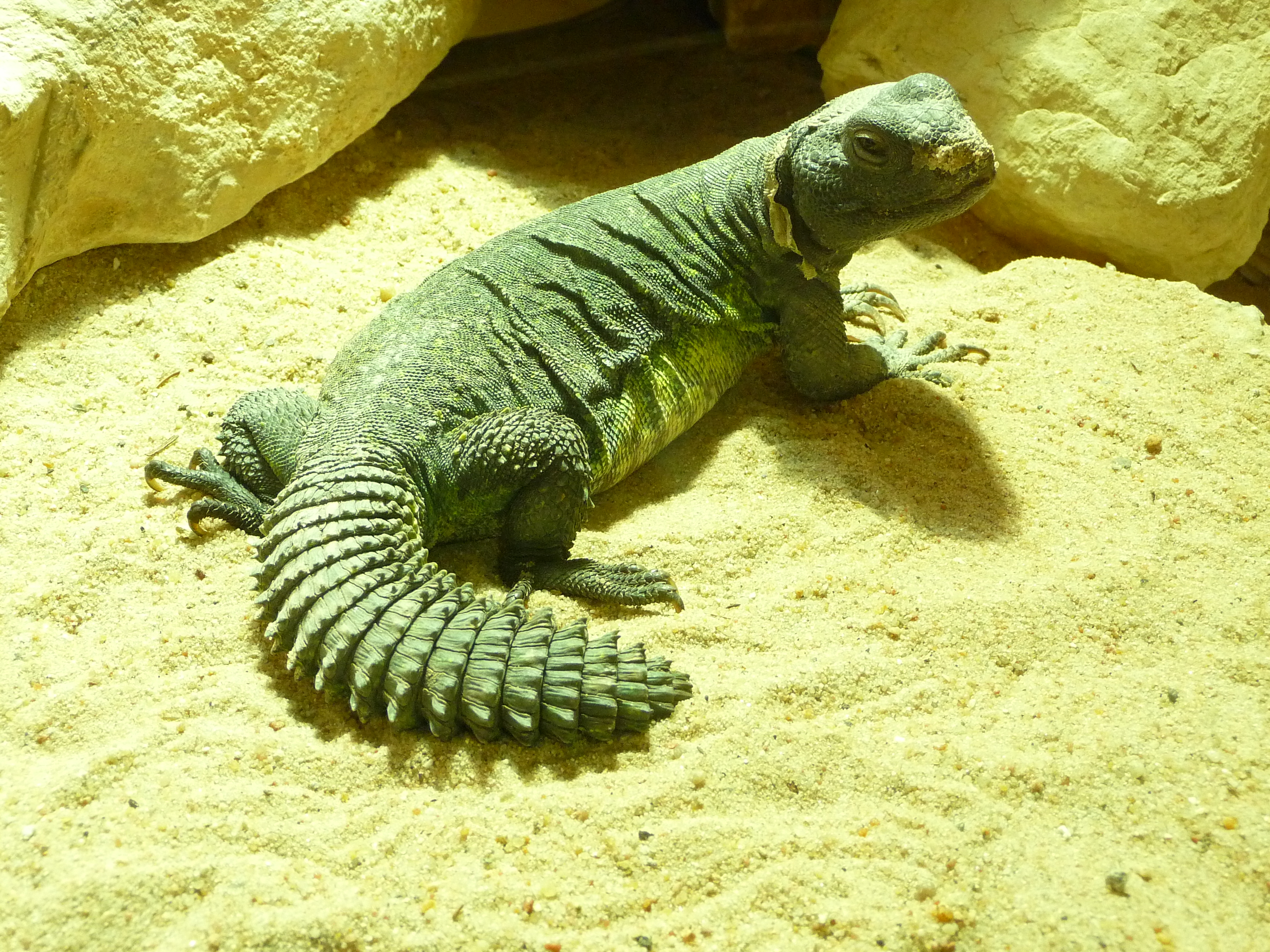
Африканский шипохвост распространён в пустынях Северной Африки
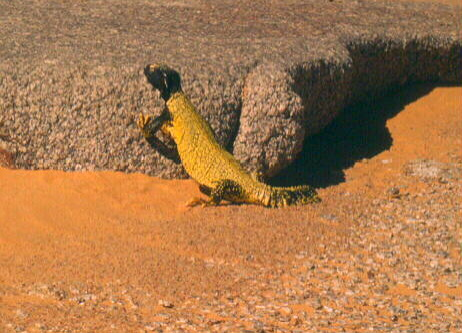
Uromastyx dispar обитает в Сахаре
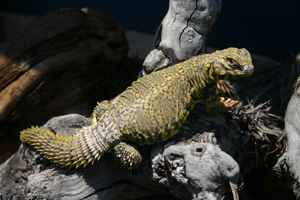
Uromastyx geyri обитает в Сахаре
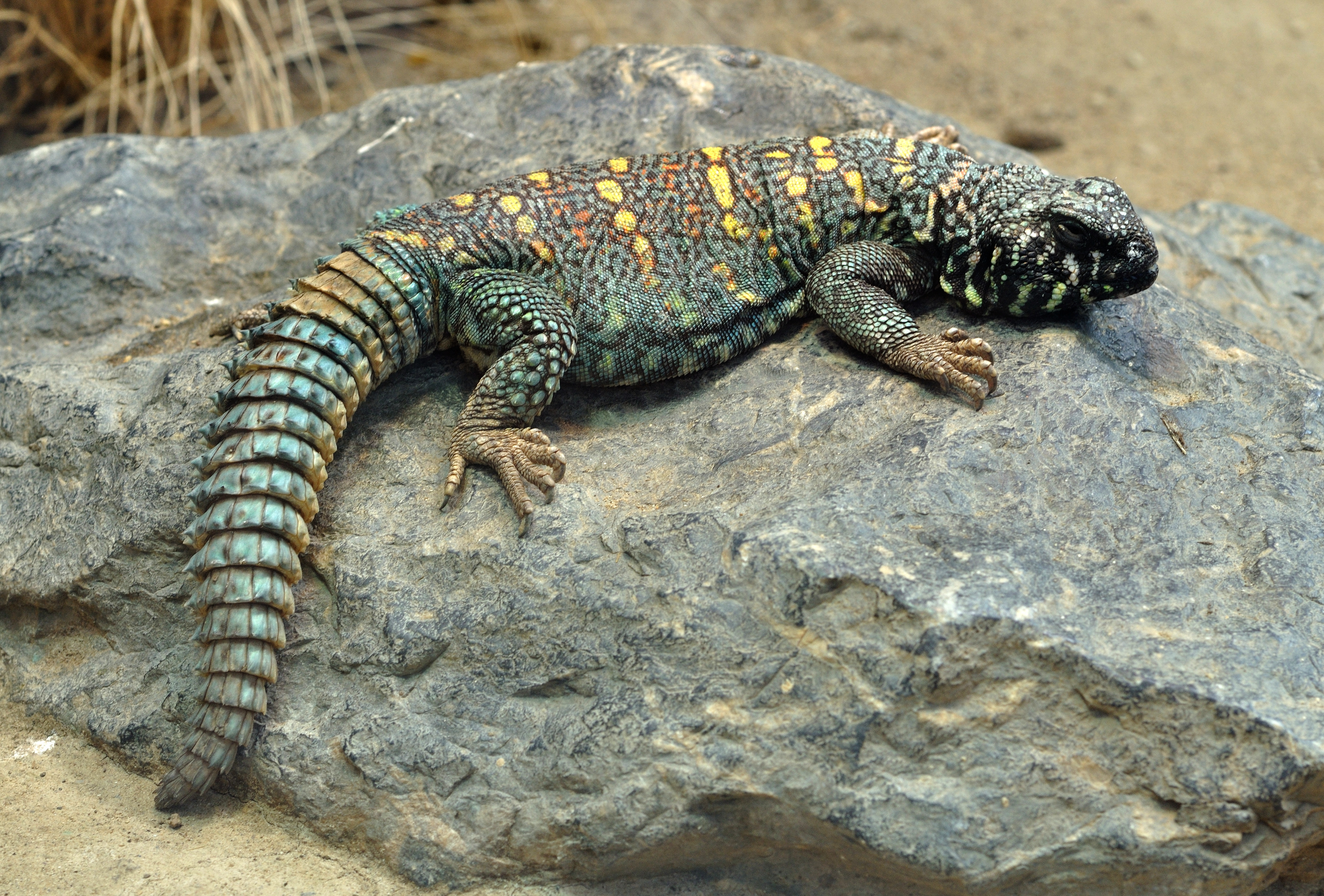
Uromastyx ocellata распространён на востоке Африки от южного Египта до северного Сомали
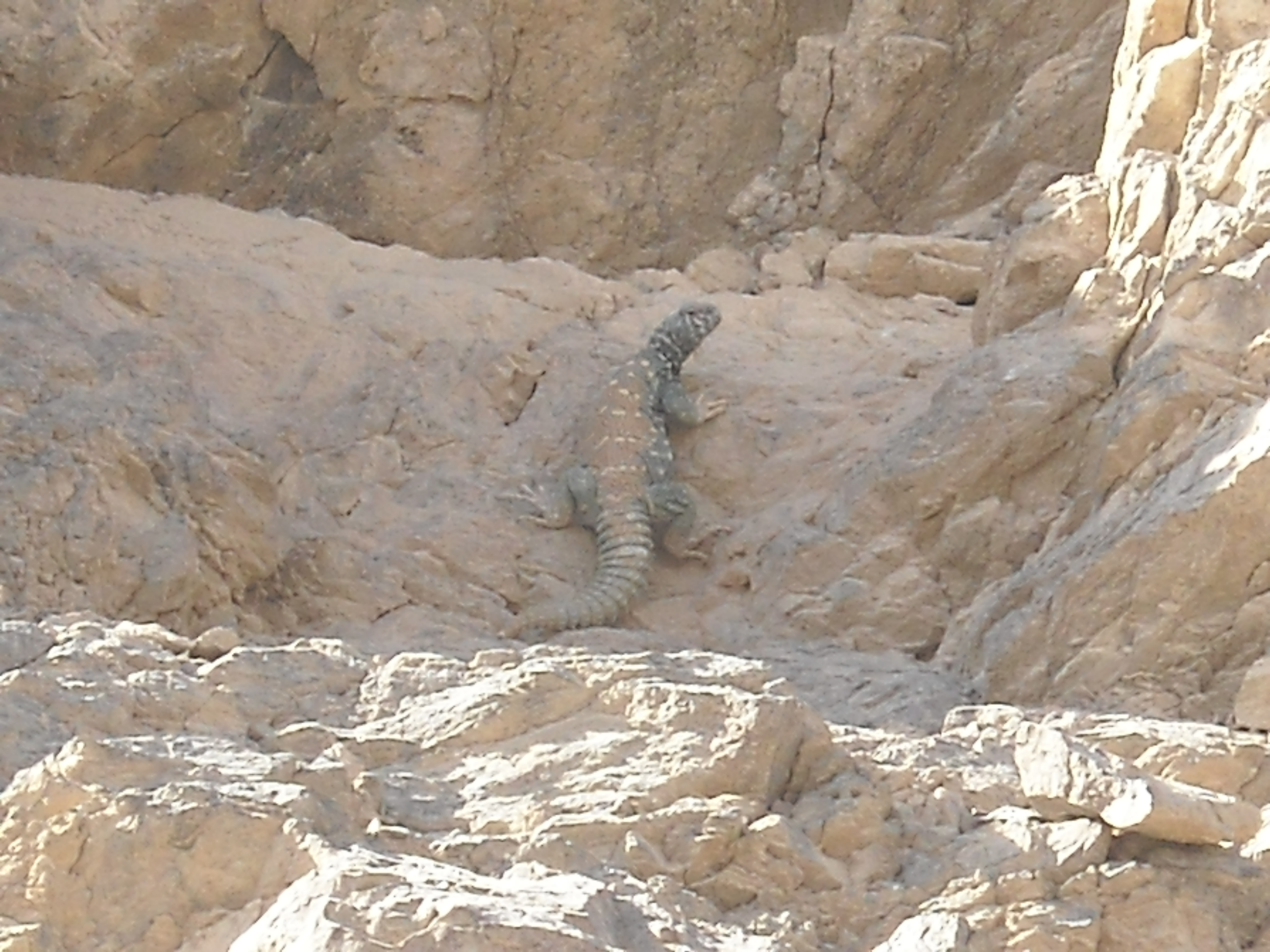
Украшенный шипохвост обитает в Египте, Израиле, Саудовской Аравии